# Muncei, Vrancea
Muncei este un sat în comuna Vrâncioaia din județul Vrancea, Moldova, România.
Satul Muncei este așezat pe pârâul Văsuiului, afluent al Putnei.

## Etimologie
Toponimul Muncei reprezintă pluralul lui muncel (< lat. montĭcěllus) – „munte mic, deal, colină” (cf. CADE: 809), construit după modelul de plural al cuvintelor cățel, purcel etc., datorită asemănării formale cu acestea (forma corectă de plural este muncele).

## Transport
- DC93